# Hrustovo
Hrustovo je naselje v Občini Velike Lašče.
Naselje se je sprva imenovalo Hruškovo (že v Trubarjevih časih), a se je kasneje preimenovalo v Hrustovo. Spada v občino Velike Lašče, cerkveno pa pod cerkev Marijinega rojstva v Velikih Laščah. Okoliške vasi: Opalkovo, Ulaka, Rašica, Hlebče, Jakičevo, Grm, Kukmaka, Stope, Knej. Naselje se hitro veča, veliko je priseljencev, zelo malo pa je domačinov.